# Goniopora minor
Goniopora minor är en korallart som beskrevs av Crossland 1952. Goniopora minor ingår i släktet Goniopora och familjen Poritidae. IUCN kategoriserar arten globalt som nära hotad. Inga underarter finns listade i Catalogue of Life.